# The Chaos
The Chaos (Das Chaos) ist ein englisches Gedicht, das die Unregelmäßigkeit der englischen Rechtschreibung und Aussprache aufzeigt.

## Geschichte
Das Gedicht wurde vom niederländischen Sprachlehrer Gerard Nolst Trenité (1870–1946) verfasst und erschien zum ersten Mal als Anhang zu seinem Lehrbuch Drop Your Foreign Accent: engelsche uitspraakoefeningen (1920). Es umfasste damals 146 Verszeilen, doch bis 1992/93 (das heißt Jahrzehnte nach seinem Tod) erweiterte die Spelling Society das Gedicht auf 274 Verszeilen, die insgesamt 800 Problemfälle der englischen Sprache bringen.

## Inhalt
Das Gedicht beginnt mit den folgenden Strophen:
Dearest creature in creation
Studying English pronunciation,
I will teach you in my verse
Sounds like corpse, corps, horse and worse.
I will keep you, Susy, busy,
Make your head with heat grow dizzy;
Tear in eye, your dress you’ll tear;
Queer, fair seer, hear my prayer.
Pray, console your loving poet,
Make my coat look new, dear, sew it!
Just compare heart, hear and heard,
Dies and diet, lord and word.
Es endet mit dem resignierenden Schluss
Finally, which rhymes with enough,
Though, through, bough, cough, hough, sough, tough??
Hiccough has the sound of cup...
My advice is: GIVE IT UP!
Die ersten drei Strophen in phonetischer Transkription
dɪəɹɪst ˈkɹiːʧəɹ ɪn kɹɪ.ˈeɪʃn̩
ˌstʌdɪ.ɪŋ ˈɪŋɡlɪʃ pɹəˌnʌnsɪ.ˈeɪʃn̩
ˌaɪ wɪl ˈtiːʧ jʊ ɪn maɪ ˈvɜːs
ˈsaʊndz laɪk ˈkɔːps ˈkɔː ˈhɔːs ənd ˈwɜːs
ˌaɪ wɪl ˈkiːp jʊ ˈsuːzɪ ˈbɪzɪ
ˌmeɪk jə ˈhɛd wɪð ˈhiːt ɡɹəʊ ˈdɪzɪ
ˈtɪəɹ ɪn ˌaɪ jə ˈdɹɛs jʊl ˈtɛə
ˈkwɪə ˌfɛə ˈsɪə ˈhɪə maɪ ˈpɹɛə
ˈpɹeɪ kənˈsəʊl jə ˈlʌvɪŋ ˈpəʊ.ɪt
ˈmeɪk maɪ ˈkəʊt ˌlʊk ˈnjuː ˌdɪə ˈsəʊ ɪt
ˌʤʌst kəmˈpɛə ˈhɑːt ˈhɪəɹ ənd ˈhɜːd
ˈdaɪz ənd ˈdaɪ.ət ˈlɔːd ənd ˈwɜːd

## Widmung
Das im einleitenden Vers genannte „teuerste Geschöpf der Schöpfung“ (“dearest creature in creation”) scheint die Französin Susanne Delacruix aus Paris gewesen zu sein, der ein älteres Exemplar dieses Gedichts gewidmet ist und die in der fünften Verszeile direkt als Susy angesprochen wird.